# ماريو ريلمي
ماريو ريلمي (7 مايو 1960

 في بوينت أ بيتري) (بالفرنسية: Mario Relmy)‏ لاعب كرة قدم فرنسي معتزل كان يجيد اللعب في مركز المهاجم .
لعب ريلمي في أندية بوردو (1980-1982) رين (1982-1987) ليموج بالإعارة (1983-1984) نيور (1987-1988) ميتز (1988-1990) ديجون (1990-1992) تامبون (1992-1994) .